# تقلید

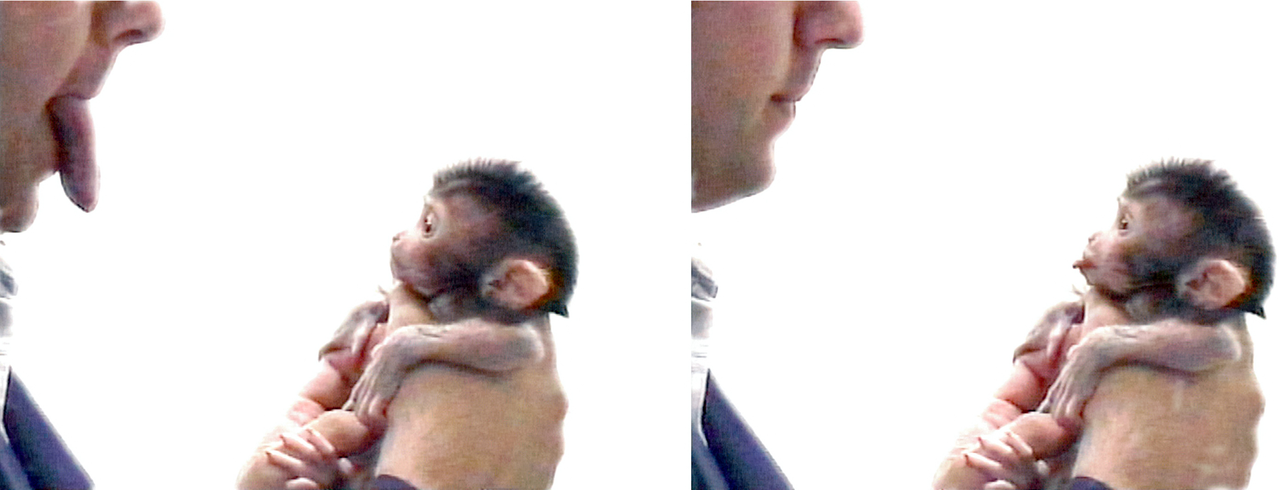
تقلید

تقلید رفتاری است که از طریق آن یک فرد رفتار فردی دیگر را مشاهده کرده و آن را تکرار می‌کند. تقلید انتقال اطلاعات (رفتارها، سنتها و غیره) بین افراد و نسل‌های پی‌درپی را بدون نیاز به دخالت وراثت ژنتیکی ممکن می‌سازد.گستره مفهومی لغت تقلید بسیار وسیع است و زمینه‌هایی مانند آموزش جانوران تا سیاست بین‌المللی را در بر می‌گیرد.

## علوم اعصاب
انسان‌ها توانایی تقلید حرکت‌ها، مهارت‌ها، رفتارها، اداها، اطوارها، صداها و غیره را دارند. این توانایی گسترده بر وجود یک سیستم تقلیدی در مغز دلالت می‌کند. مطالعات اف‌ام‌آرآی روی مغز انسان شبکه‌ای از نواحی را در لوب پیشانی و لوب آهیانه‌ای مشخص کرده‌است که در هنگام انجام اعمال تقلیدی فعال می‌شوند. فرض بر آن است که این نواحی شامل نورون‌های آینه‌ای هستند. راماچاندران (Ramachandran) معتقد است که تکامل نورون‌های آینه‌ای در توانایی انسان‌ها به مهارت‌های پیچیده‌ای، مانند زبان، اهمیت اساسی داشته‌است. با این‌حال، تاکنون شواهد کافی برای پشتیبانی این نظر که فعالیت نورون‌های آینه‌ای در یادگیری از طریق تقلید به‌طور مستقیم دخالت دارند ارائه نشده‌است.

## رشد کودکان

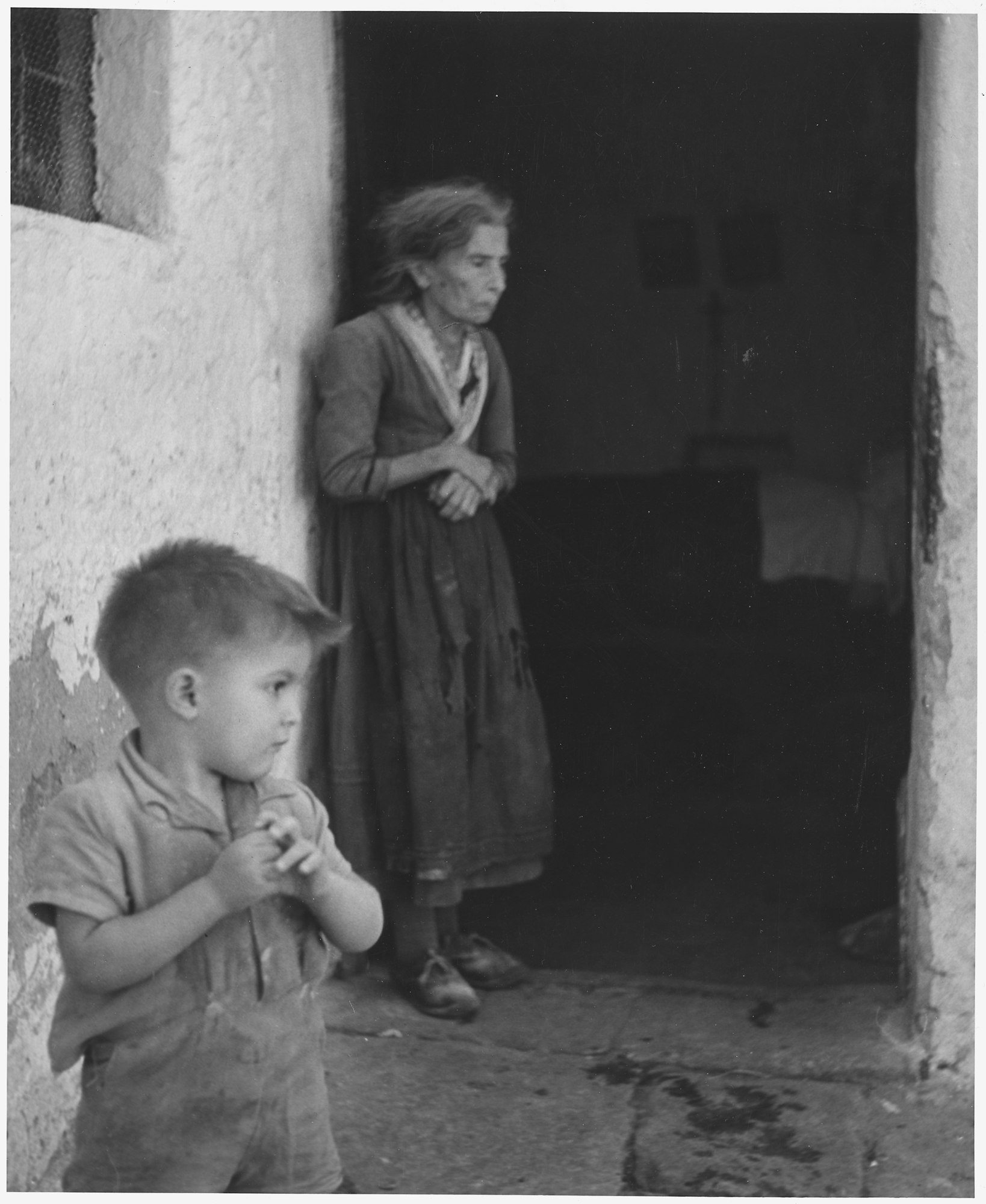
ناآگاه از حالت یاس، پسر بچه نیز ناآگاهانه ژست مادر بزرگش را تقلید کرده‌است.

ژان پیاژه (Jean Piaget) متوجه شد که کودکان در مرحله‌ای از رشد، که با نام مرحلهٔ حسی حرکتی شناخته می‌شود، تقلید را آغاز می‌کنند. کودکانی که به درخودماندگی دچار هستند، در تقلید چیزهای مربوط به مهارت‌های ارتباط اجتماعی مشکل دارند. به صورت طبیعی، کودکان با افراد زیادی در ارتباط هستند که می‌توانند از آن‌ها تقلید کنند. این افراد، یا به عبارت بهتر مدل‌ها، مثال‌های زیادی از رفتارهای مردانه/زنانه برای دیدن و تقلید در اختیار کودک قرار می‌دهند.